# Dipetalogaster maxima
Dipetalogaster maxima, también conocida como Dipetalogaster maximus (p. ej. y), es una especie de insectos hematófago de la subfamilia Triatominae, dentro de la familia de las chinches asesinas (Reduviidae). Dipetalogaster maxima es la especie de triatomino más grande del mundo y su distribución se encuentra limitada al estado mexicano de Baja California Sur. Esta especie se ha recolectado principalmente emergiendo de grietas y debajo de rocas en hábitats selváticos y peridomésticos. Este insecto es considerado el transmisor más grande de la enfermedad de Chagas.

### Descripción
Dipetalogaster maxima es un insecto hematófago que normalmente vive en grietas de rocas, donde normalmente se alimenta de la sangre de lagartos. Sin embargo, debido al crecimiento urbano en su área de distribución, esta especie puede encontrarse en el peridomicilio y el domicilio y se alimenta comúnmente de la sangre de humanos y animales domésticos.
El área de distribución de D. maxima abarca las regiones costeras occidental y sur de la Península de Baja California, aunque se predice una expansión de la distribución hacia el norte debido al cambio climático.
Dipetalogaster maxima es la especie más grande de la subfamilia Triatominae, ya que sus ejemplares pueden llegar a medir hasta 5 cm de largo máximo. Más allá de esto, se asemeja al más conocido Rhodnius prolixus. El tiempo promedio de desarrollo es de siete meses en cautiverio y de alrededor de un año en condiciones naturales, resultando en una única generación por año.

### Dipetalogaster maximay enfermedad de Chagas
Dipetalogaster maxima suele estar infectado por el parásito Trypanosoma cruzi, actuando como vector de la enfermedad de Chagas. La tasa de infección con el parásito varía de 0.9 % al 7.9 % dependiendo el área de colecta. En contraste con este riesgo, individuos de D. maxima conservado en laboratorios se puede utilizar para extraer muestras de sangre de animales donde otros métodos son estresantes o riesgosos (como en el caso de ciertos animales de zoológicos y animales salvajes), estrategia conocida como xenodiagnóstico.

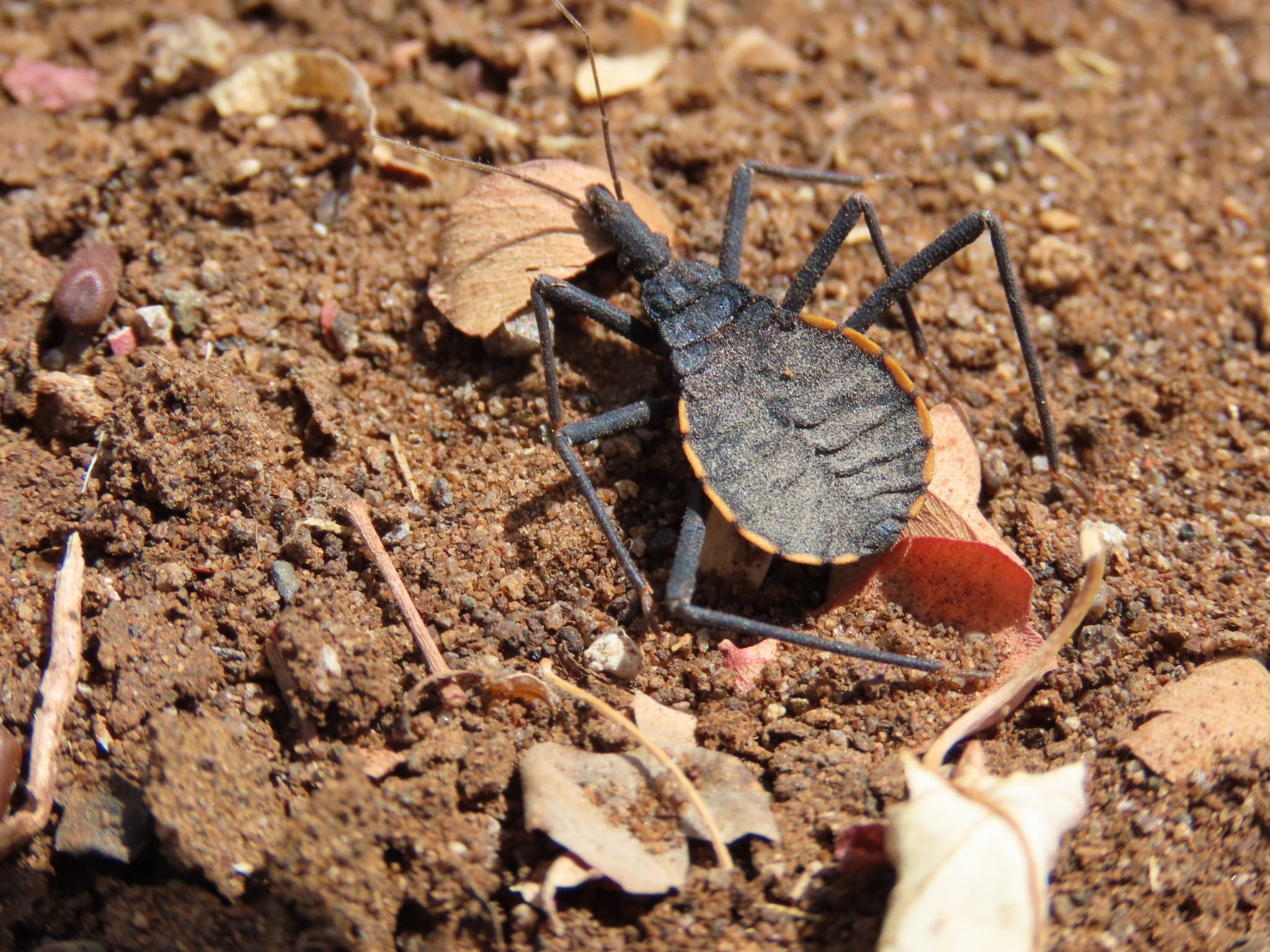
Estadio juvenil de Dipetalogaster maxima.

La mordedura de Dipetalogaster es esencialmente indolora debido al aparato bucal muy delgado que posee (alrededor de 0,02 mm, mucho menos que una aguja hipodérmica típica) y el efecto anestésico de su saliva. La sangre se puede extraer del Dipetalogaster sin matarlo y, con pocas excepciones (como en la composición de los iones sodio y potasio), no muestra diferencias en comparación con la sangre extraída con métodos convencionales.